# William Adams
William Adams (Gillingham, 24 september 1564 — Hirado, 16 mei 1620), in Japan bekend als Anjin of Miura Anjin, was een Engels zeeman die in 1600 als stuurman op het Nederlandse schip De Liefde als eerste Engelsman Japan bereikte, en daar een vertrouweling van shogun Ieyasu Tokugawa werd. Hij wordt beschouwd als de eerste Brit die Japan bezocht.
Adams was succesvol in de Japanse samenleving, kreeg een landgoed in Hemi, nabij Yokosuka en trouwde met een Japanse vrouw. Zijn verzoek in 1605 om naar Europa te mogen terugkeren werd niet ingewilligd; wel was hij vanaf 1614 enkele jaren in dienst van de Britse Oost-Indische Compagnie, en bezocht onder meer Thailand. Later keerde hij naar Japan terug, waar hij stierf.

## Jeugdjaren
Adams werd geboren te Gillingham in Kent, Engeland. Nadat hij zijn vader op twaalfjarige leeftijd verloor werd hij als scheepsjongen in de leer genomen door Nicolas Diggins in Limehouse. De volgende twaalf jaar spendeerde hij aan het bestuderen van scheepsbouw, astronomie en navigatie. Daarna werd hij tewerkgesteld in de Royal Navy, waar hij diende onder Sir Francis Drake, en in 1588 als meester van de Richarde Dyffylde vocht tegen de Spaanse Armada. Daarna werd Adams te werk gesteld voor de Barbary Compagny. Volgens jezuïtische bronnen nam Adams tijdens deze dienst deel aan een expeditie naar de Arctis, die 2 jaar duurde, in een zoektocht naar een Noordoostelijke Doorvaart langs de Siberische kust naar het Verre Oosten. Mogelijk was hij aanwezig op de reis van Jan Corneliszoon Rijp naar Spitsbergen.

## Expeditie naar het verre Oosten

Vlag van de V.O.C.(Kamer Rotterdam)

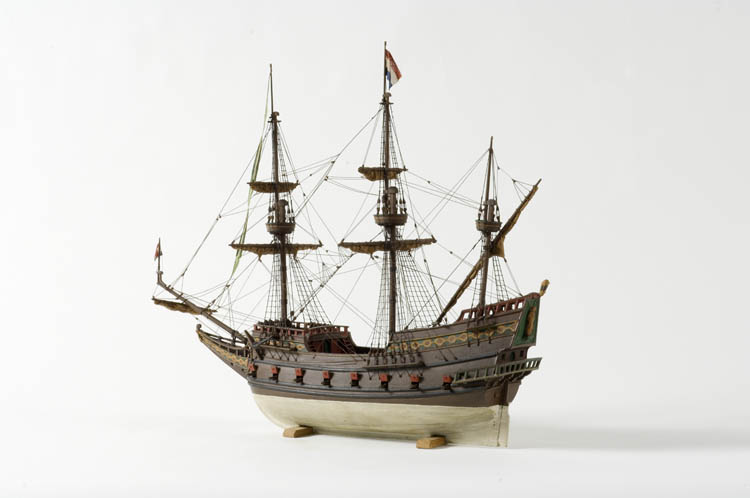
Volmodel van de De Liefde

Op 34-jarige leeftijd, aangetrokken door de Nederlandse handel met Indië, vertrok hij in opdracht van Nederlandse handelaars door het Goereese Gat met een vloot van vijf schepen in 1598. Hij vertrok op 24 juni 1598 als stuurman aan boord van de Hoop en ontmoette de rest van de vloot (Liefde, Geloof, Trouw, en de Blijde Boodschap), die geleid werd door Jacques Mahu. De schepen (alle van 75 tot 250 ton) voeren naar de Guineese kust, waar ze het eiland Annobon aanvielen om voedselvoorraden te krijgen, waarna ze verder voeren naar de Straat Magellaan. De Blijde Boodschap werd in beslag genomen door de Spanjaarden, nadat het door stormen op drift was geraakt. De Trouw stak onder Balthasar de Cordes de Grote Oceaan over naar de Molukken, maar werd op Tidore gekaapt door de Portugezen, waarbij het merendeel van de bemanning vermoord werd. De Geloof keerde terug met 36 van de oorspronkelijke 109 bemanningsleden, en kwam in juli 1600 aan in Rotterdam. De volgende lente kwamen aan de kust van Chili de kapiteins van de Liefde en de Hoop, samen met 20 bemanningsleden (onder wie Adams' broer Thomas), om het leven in een conflict met Indianen. William ruilde hier de Hoop voor de Liefde.

## Aankomst in Japan
Door angst voor de Spanjaarden zeilden de overblijvende bemanningsleden via de Stille Oceaan naar Japan. Onderweg stopten de schepen bij bepaalde eilanden (waarschijnlijk de Hawaïaanse eilanden), waar acht mannen deserteerden. Later tijdens deze reis (eind februari) vernietigde een tyfoon de Hoop en veroorzaakte de dood van de hele bemanning.
Na meer dan 19 maanden op zee liet de Liefde het anker vallen op Kyushu in Japan. De lading bestond onder andere uit wol, spiegels, nagels, ijzer, hamers, 19 bronzen kanonnen, 5000 kanonskogels en 500 musketten. Toen de Liefde op 19 april 1600 aanmeerde op het eilandje Kuroshima nabij Bungo (het huidige Usuki, in de prefectuur Oita) konden volgens een brief van Adams uit 1605 nog maar vijf van de overgebleven 24 leden van de bemanning op hun eigen benen staan. De Portugese priesters beweerden dat Adams' schip een piratenschip was en dat ze allen gekruisigd moesten worden. Het schip werd onder bevel van Ieyasu Tokugawa in beslag genomen en de bemanning werd opgesloten in het kasteel van Osaka.

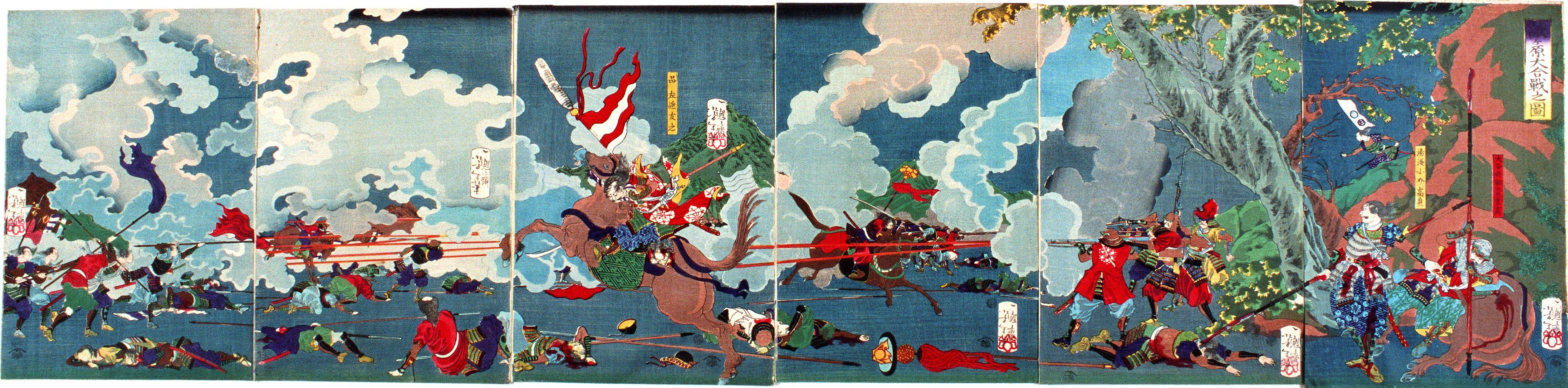
Slag bij Sekigahara, 1600.

De 19 kanonnen van de Liefde werden volgens Spaanse bronnen op 21 oktober 1600 gebruikt in de Slag bij Sekigahara. Tussen mei en juni 1600 ontmoette Adams Ieyasu drie maal in Osaka. Hij werd ondervraagd door Ieyasu en daarna door de voogd van Toyotomi Hideyori (de zoon van de net gestorven Toyotomi Hideyoshi). Ieyasu was geïnteresseerd in Adams' kennis over schepen, scheepsbouw en mathematica. Adams en zijn tweede stuurman Jan Joosten van Lodensteyn mochten het land niet verlaten, terwijl Jacob Quaeckernaeck en Melchior van Santvoort terug mochten naar de Republiek om hen uit te nodigen om handel te drijven.

#### De eerste westerse Japanse schepen

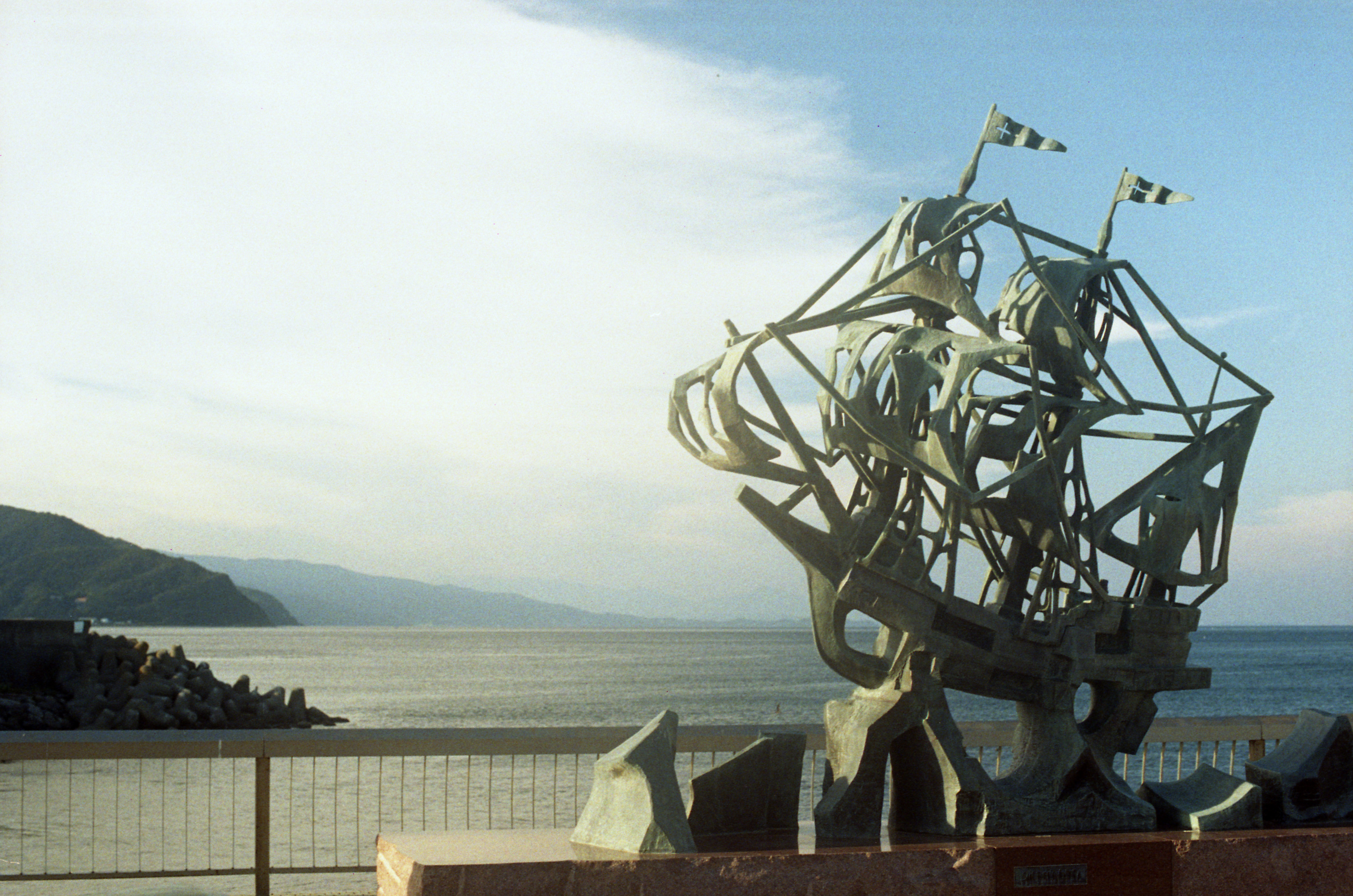
San Buena Venturain het herdenkingspark van Anjin, Ito

In 1604 beval Ieyasu Adams en zijn kompanen een westers zeilschip te bouwen in Ito, aan de oostkust van het schiereiland Izu. Nadat het schip van 80 ton voltooid was, gaf Ieyasu het bevel om het volgende jaar een groter schip (van 120 ton) te bouwen. De overlevenden van de Liefde werden beloond en mochten aan internationale handel doen. Adams kreeg pas in 1613 goedkeuring om het land te verlaten, maar keerde er naderhand terug. Melchior van Santvoort en Jan Joosten van Lodenstein maakten een fortuin met handel tussen Japan en Zuidoost-Azië.

## De eerste niet-Japanse samurai

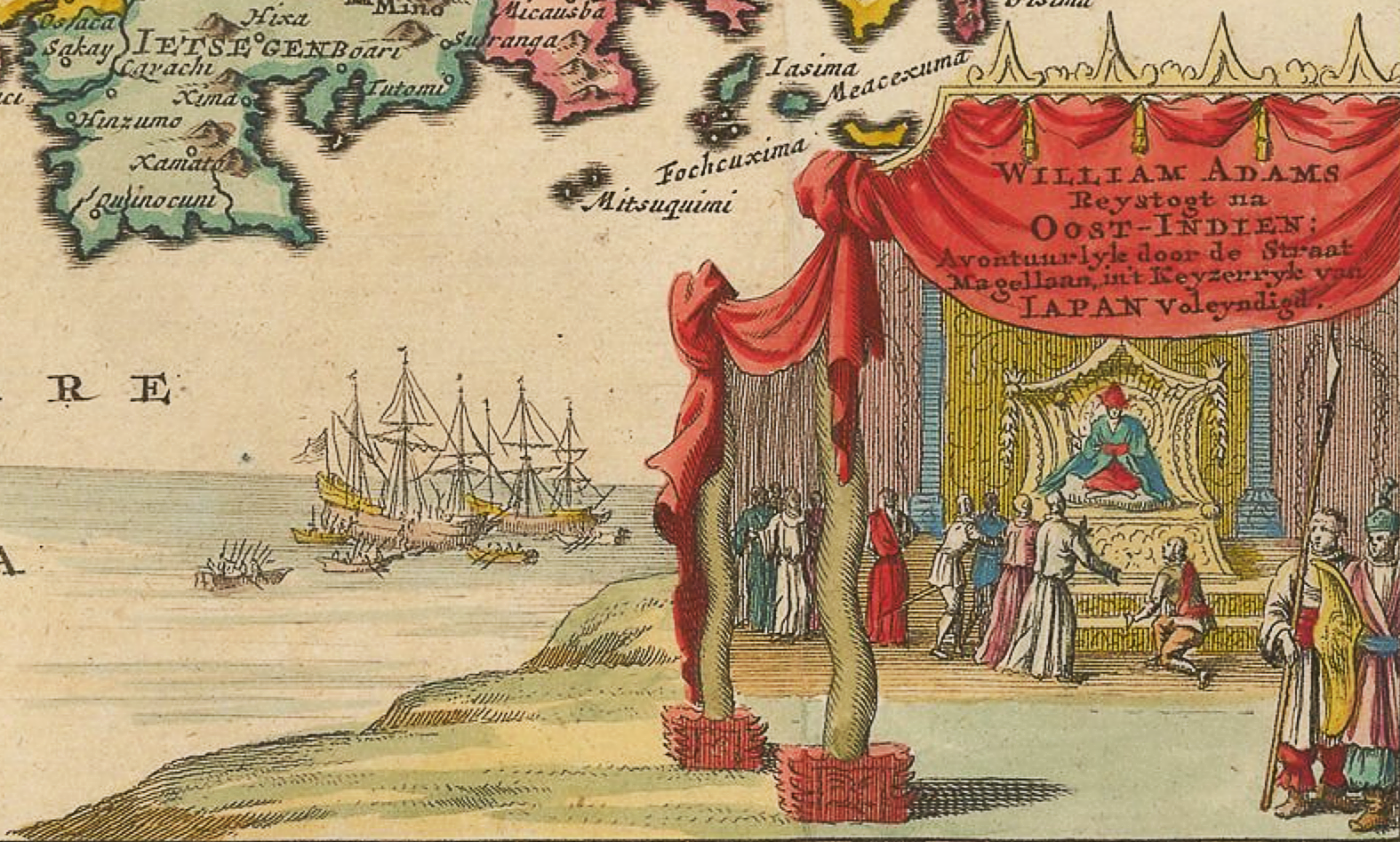
Adams wordt ontvangen door Ieyasu. Van een kaart van Pieter van der Aa

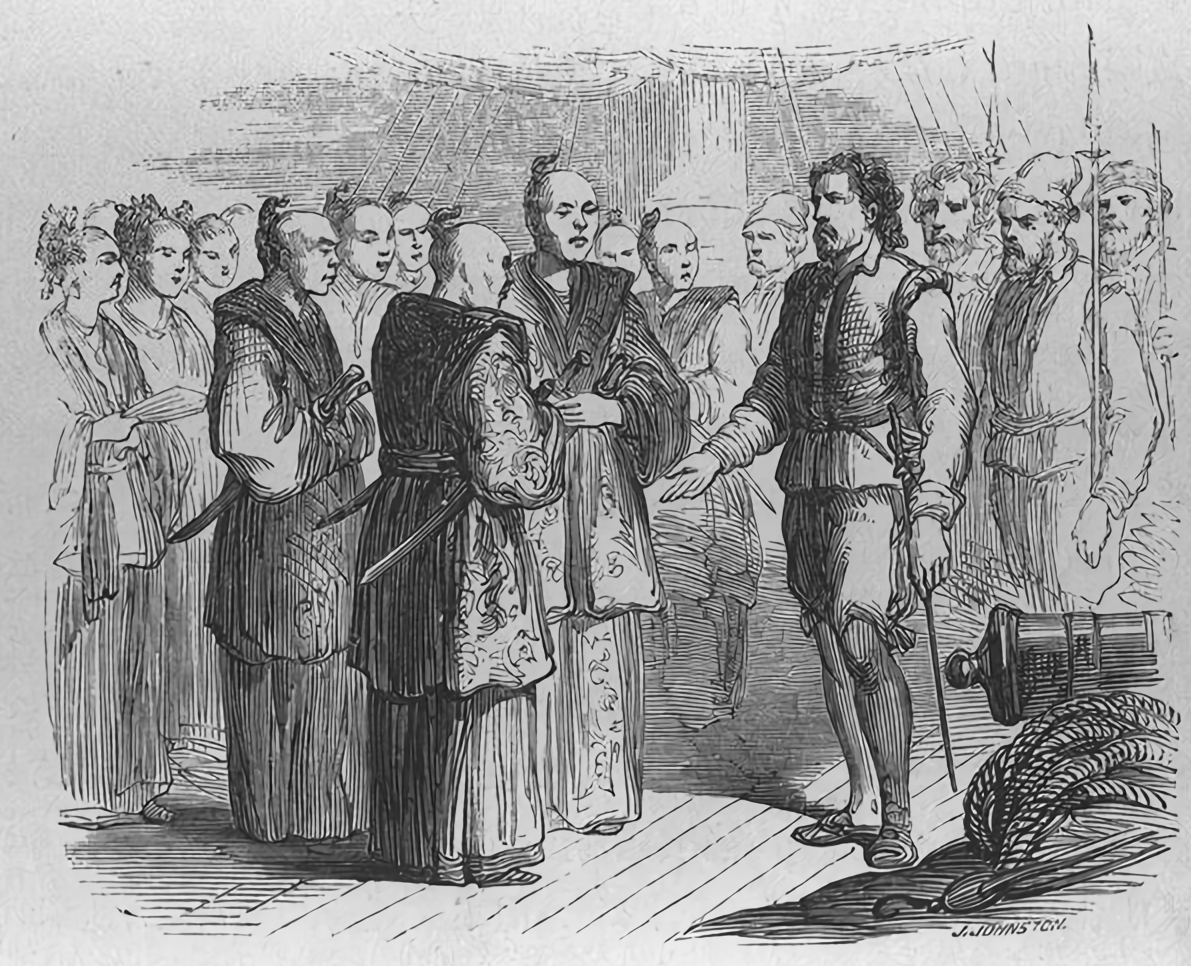
Adams: De eerste Engelsman in Japan met daimyo en hun bedienden. De daimyo worden aangezien voor koningen

De shogun (Ieyasu Tokugawa) maakte van Adams zijn persoonlijke adviseur en gaf hem verschillende privileges. Na een aantal jaren verving hij zijn tolk, de jezuïet Padre João Rodrigues, door Adams. De shogun besloot dat de loods gekend als William Adams gestorven was en de Samurai genaamd Miura Anjin was geboren. Dit betekende ook dat de vrouw van Adams weduwe was geworden. Adams kreeg ook de titel van Hatamoto. Adams' woning bevond zich naast de haven van Uraga, het toegangspunt tot de baai van Tokio, waar hij handel dreef met buitenlandse schepen. Dankzij zijn positie kon Adams trouwen met Oyuki (Doopnaam Maria), de dochter van Magone Kageyu (een adellijke samoerai). Ze kregen een zoon, Joseph, en een dochter, Susanna.

## Contacten met de V.O.C.

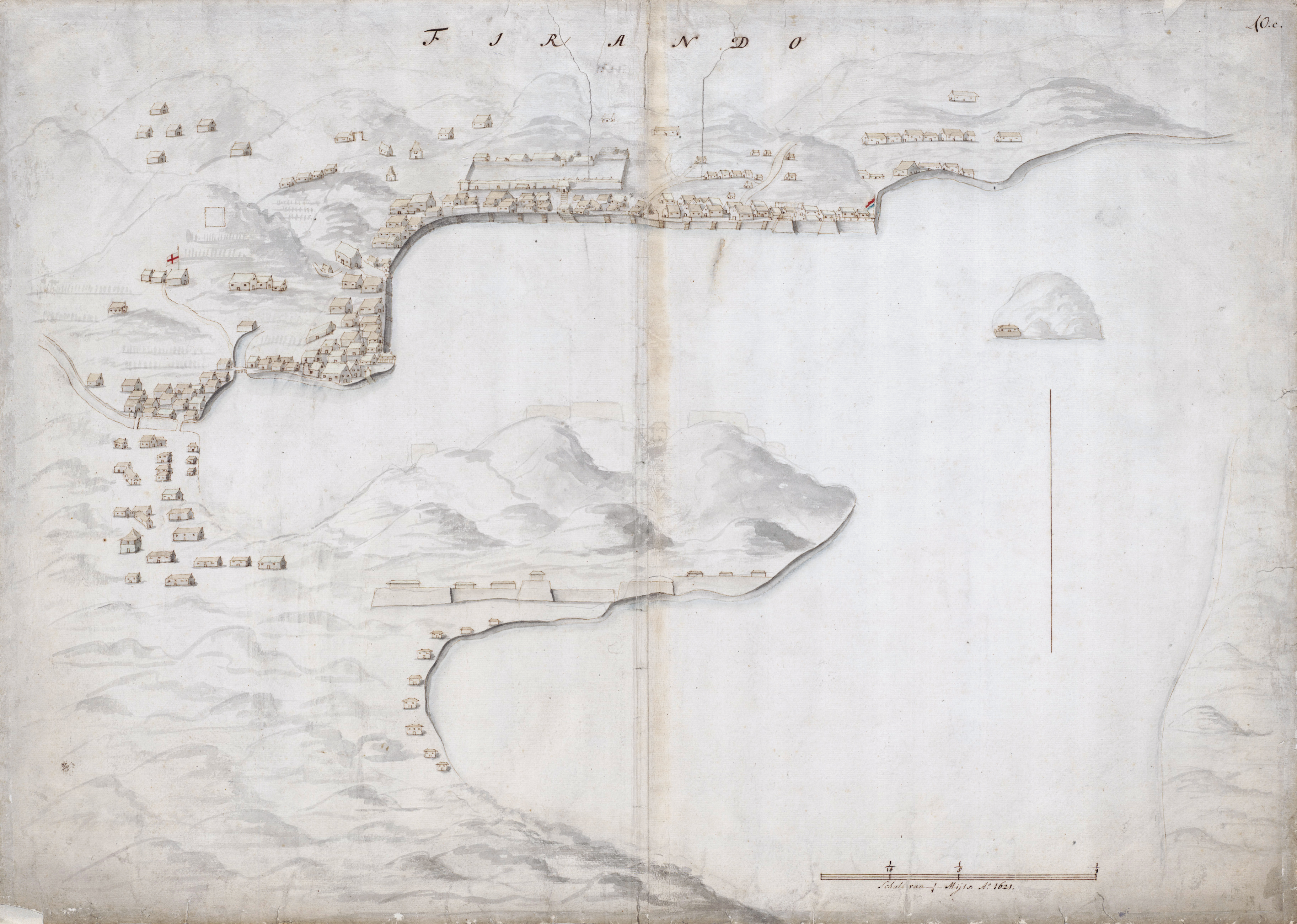
Topografische kaart van de baai van Hirado in 1621. Rechts staat de handelspost van de V.O.C. met een Nederlandse vlag. Uiterst links de vlag van het Sint-Joriskruis van Engeland.

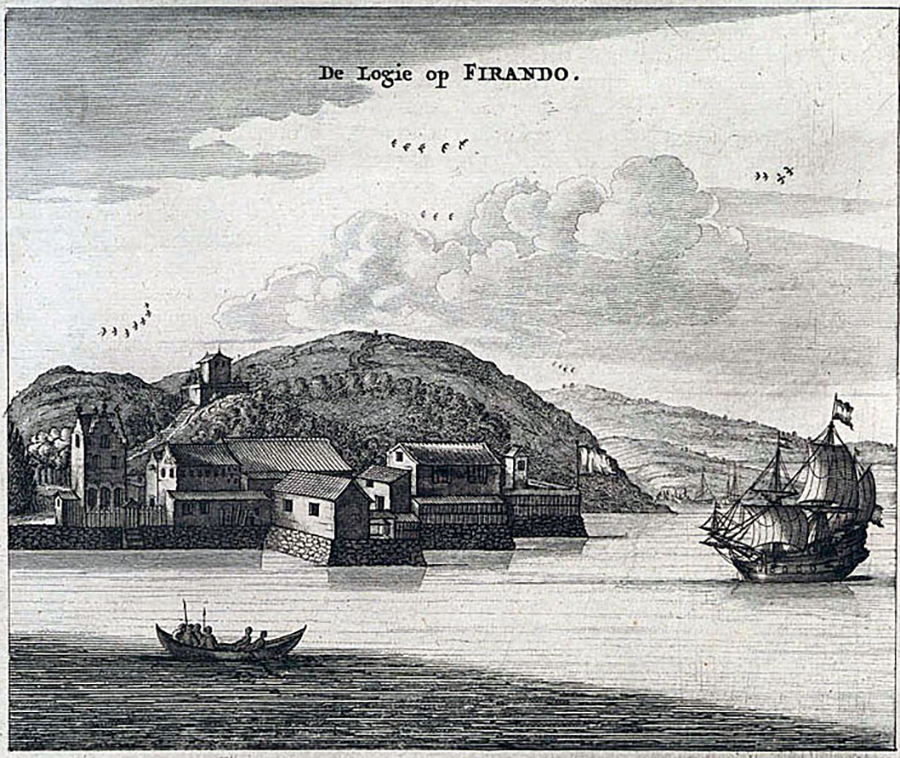
De Nederlandse factorij in Hirado. 17e-eeuwse gravure

De kapitein van de Liefde, Jacob Quaeckernaek, en Melchior van Santvoort waren door Ieyasu in 1604 op een expeditie naar Patani in Zuidoost-Azië gestuurd om de V.O.C. te contacteren om handel met Japan te drijven. Door conflicten met de Portugezen konden de Nederlanders geen schip vóór 1609 naar de baai van Hirado sturen. Dankzij Adams' onderhandelingen met Ieyasu konden de Nederlanders in Japan vrij handel voeren.

## Religieuze conflicten
De protestant Adams werd door de katholieke Portugezen als hinderlijk beschouwd. In 1614 verbande Ieyasu de jezuïeten uit Japan en stelde een verbod in op het katholicisme. Adams had Ieyasu ook gewaarschuwd voor een mogelijke Spaanse invasie.

## Engelse handel
In 1613 kwam kapitein John Saris met de Clove naar Hirado om een Engelse handelsfactorij te bouwen. (Hirado was al de handelsplaats van de V.O.C.). De Engelsen onderhandelden met de shogun om vrij in Japan te verblijven, goederen aan te kopen, te verkopen en te ruilen. Op 24 juni 1613 werd Adams tewerkgesteld in de pasgebouwde handelsfactorij te Hirado. Adams kreeg een jaarloon van £ 100, terwijl anderen maar £ 40 kregen. Van 1613 tot 1623 (zonder de Clove mee te rekenen) zijn er maar drie schepen uit Londen naar Japan gevaren. Enkel de handel tussen Zuidoost-Azië, die voornamelijk door Adams werd ondernomen, bracht winst op.

## Deelname aan Aziatische handel
Adams nam deel aan verschillende expedities. Hij werkte de rest van zijn leven voor de V.O.C.. Hij reisde in 1616 naar Siam en in 1617 naar Cochin-China.

### De Siamexpeditie van 1614
Adams kocht voor het bedrijf een schip van 200 ton waarmee hij in november 1614 op expeditie naar Siam vertrok. Het schip was bedoeld om zijde, Chinese goederen, sappanhout en herten- en reeënhuiden aan te kopen en naar Japan vervoeren. Het schip bevatte voor £ 1250 aan zilver en slechts voor £ 175 aan goederen. Door een tyfoon moest hij halt houden aan de Riukiu-eilanden om zijn schip te herstellen (van 27 december 1614 tot mei 1615) voor hij weer naar Japan kon terugkeren in juni 1615.

### De Siamexpeditie van 1615
In november 1615 vertrok Adams nogmaals uit Hirado op expeditie naar Siam om dennenhout terug op de markt te brengen in Japan. Het schip bevatte enkel voor £ 600 aan zilver en de onverkochte goederen van de vorige expeditie. De expeditie duurde acht maanden. Adams kwam net één week na de dood van Ieyasu weer in Japan. Na diens dood verzwakte de politieke invloed van Adams, maar de nieuwe shogun (Tokugawa Hidetada) behield de handelsprivileges van de Engelsen.

### De Cochinexpeditie van 1617
In maart 1617 vertrok Adams naar Cochin-China op zoek naar twee Engelse mannen die vier jaar geleden Hirado verlieten. Hij kwam terug wetende dat ze beiden beroofd en vermoord waren.

### De Cochinexpeditie van 1618
In maart 1618 vertrok Adams naar Tonkin, in het huidige Vietnam. Door slechte weersomstandigheden moesten ze stoppen in Oshima, in het noorden van de Riukiu-eilanden). In mei kwam het schip terug aan in Hirado.

## William Adams' nalatenschap

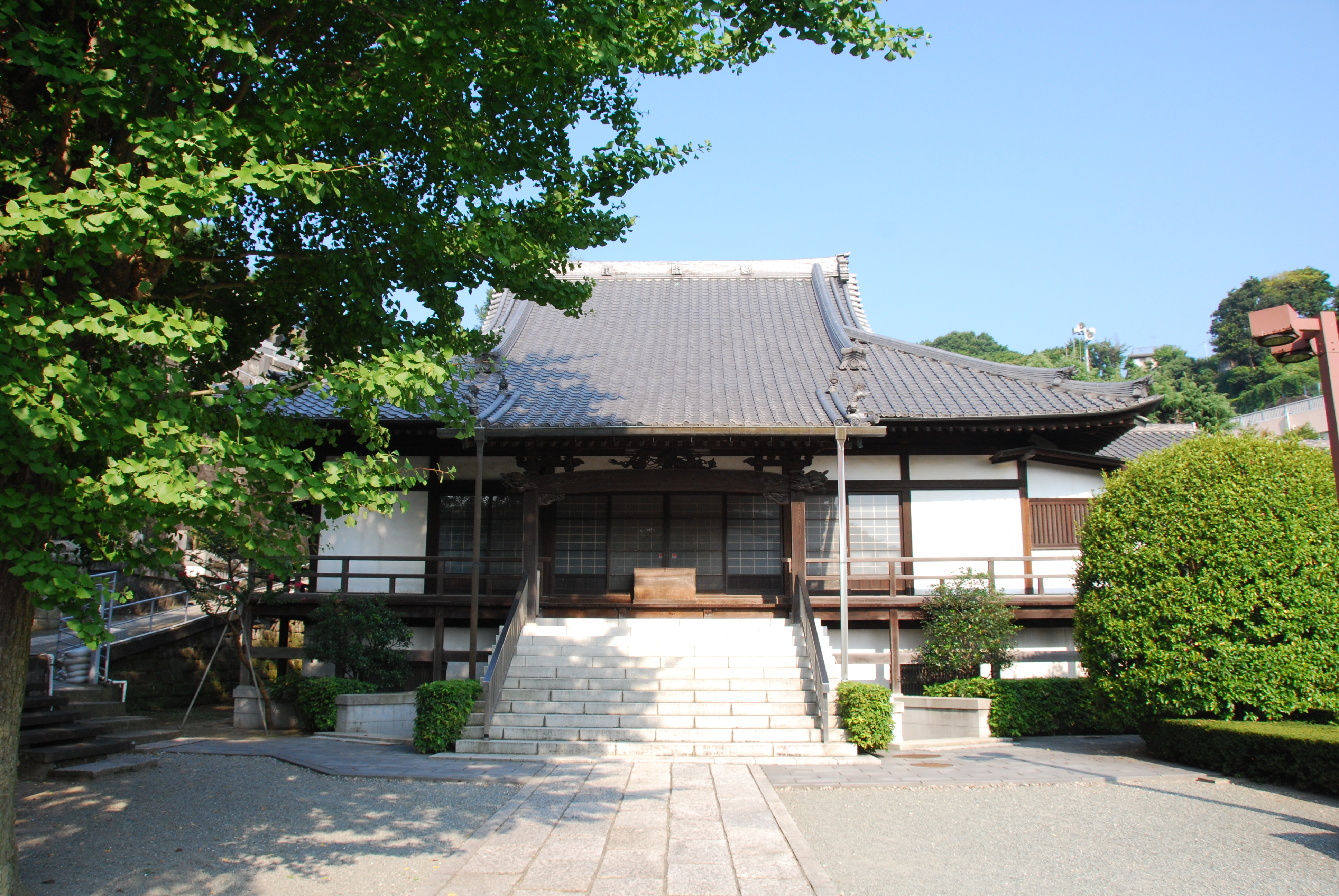
Jodo-ji Tempel, Yokosuka

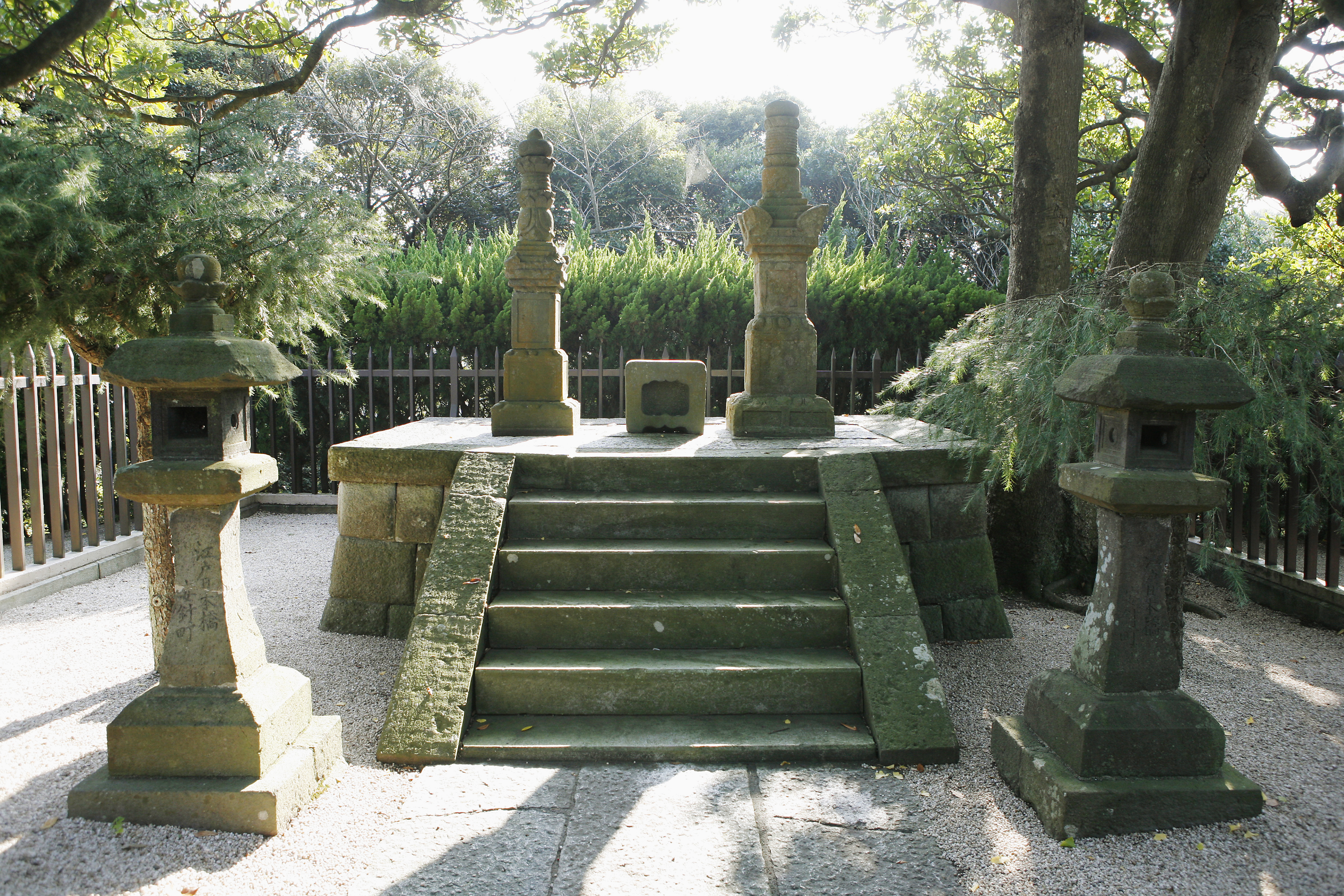
Anjinzuka - Hōkyōintō van pagode

Adams stierf op 56-jarige leeftijd in Hirado op 16 mei 1620, en werd begraven te Hemi, Yokusuka. Hij liet zijn huis in Edo, zijn leengoed en £ 500 na die moesten verdeeld worden onder zijn familie in Japan en Engeland. Adams' zoon behield de titel 'Anjin' en was een succesvol handelaar tot de sluiting van de Japanse grenzen. Een stad in Edo kreeg zijn naam, Anjin-Cho, waar jaarlijks een viering te zijner ere wordt gehouden. Ook te Ito, prefectuur Shizuoka, wordt er een jaarlijks festival in zijn eer gehouden. Een dorp in Yokosuka, Anjinzuka, draagt zijn naam.
Adams is bekend geworden door de roman Shōgun (1975) van James Clavell en de daarop gebaseerde televisieseries uit 1980 en 2024.
In 1973 verscheen het boek "Lord of the golden fan" van Christopher Nicole, in het Nederlands bij de eerste druk vertaald "Will Adams Heer van de gouden waaier" en de tweede druk in 1985 "Anjin Miura Samurai"

## Zie ook

Wapen van de Britse Oost-Indische Compagnie (1600-1709)